# Monte Bintumani
O Monte Bintumani ou Loma Mansa é a montanha mais alta da Serra Leoa e da cordilheira das Montanhas Loma. Tem 1945 m de altitude. As suas encostas são habitat de numerosas espécies, como o hipopótamo-pigmeu, o crocodilo-anão ou o mocho-pescador-avermelhado.